# Mięsień języczka

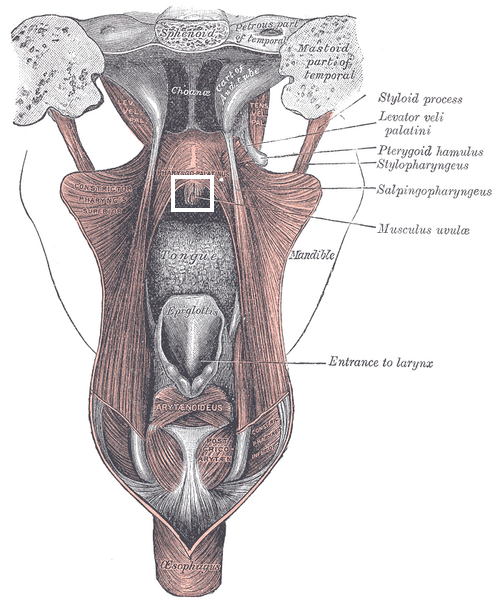
Mięsień języczka zaznaczony białą ramką i podpisany Musculus uvulae.

Mięsień języczka (łac. musculus uvulae) – w anatomii człowieka mały mięsień podniebienia miękkiego. 
Zaczyna się na kolcu nosowym tylnym i przedniej części tylnej powierzchni rozcięgna podniebiennego. Biegnie do tyłu i w dół, kończąc się w tkance łącznej języczka. W linii pośrodkowej oba mięśnie języczka przylegają do siebie, czasem zrastając się i tworząc jeden mięsień (musculus azygos uvulae). Unerwiony jest przez gałąź gardłową nerwu błędnego.
Przy działaniu jednostronnym pociąga języczek w bok, w działaniu obustronnym mięśnie języczka cofają i unoszą języczek w górę, a także skracają go.